# Кидок (фільм)
«Кидок» — радянський художній фільм 1981 року, знятий режисером Анваром Тураєвим на кіностудії «Таджикфільм» за оповіданням Олега Куваєва.

## Сюжет
Прапорщик-прикордонник Каліткін, звільнившись за контузією, працює провідником наукової експедиції у прикордонній зоні. Якось помітивши порушників у прикордонній зоні, Каліткін не роздумуючи вступає у нерівну сутичку із противником.

## У ролях
- Олександр Філіппенко — Семен Семенович Каліткін, прапорщик прикордонвійськ (озвучив Ігор Єфімов)
- Людмила Менчинська — Оля, дружина Каліткіна
- Хамід Ходжаєв — Намоз, старий біля шлагбауму
- Гурміндж Завкібеков — Хокірох
- Максуд Іматшоєв — Марат, лаборант
- Ісфандієр Гулямов — Гург, начальник експедиції
- Анвар Тураєв — підполковник Умаров
- Володимир Талашко — начальник застави
- Галіб Ісламов — Грібшоєв
- А. Косіванов — майор
- Володимир Салімов — змієлов
- Г. Шохшарафов — роль другого плану
- К. Гарібшоєв — роль другого плану
- Володимир Грабовський — роль другого плану
- У. Сундуков — роль другого плану
- А. Кармишин — роль другого плану
- З. Боброва — роль другого плану
- Н. Набоко — роль другого плану
- Тетяна Казнова — роль другого плану
- В. Маджлісов — роль другого плану
- С. Салієв — роль другого плану
- Марина Якуніна — роль другого плану
- В. Тюлюк — роль другого плану
- Тамара Кокова — знахарка

## Знімальна група
- Режисер — Анвар Тураєв
- Сценарист — Олег Куваєв
- Оператор — Олександр Шабатаєв
- Композитор — Геннадій Александров
- Художник — Володимир Салімов